# Amtsgericht Tegernsee

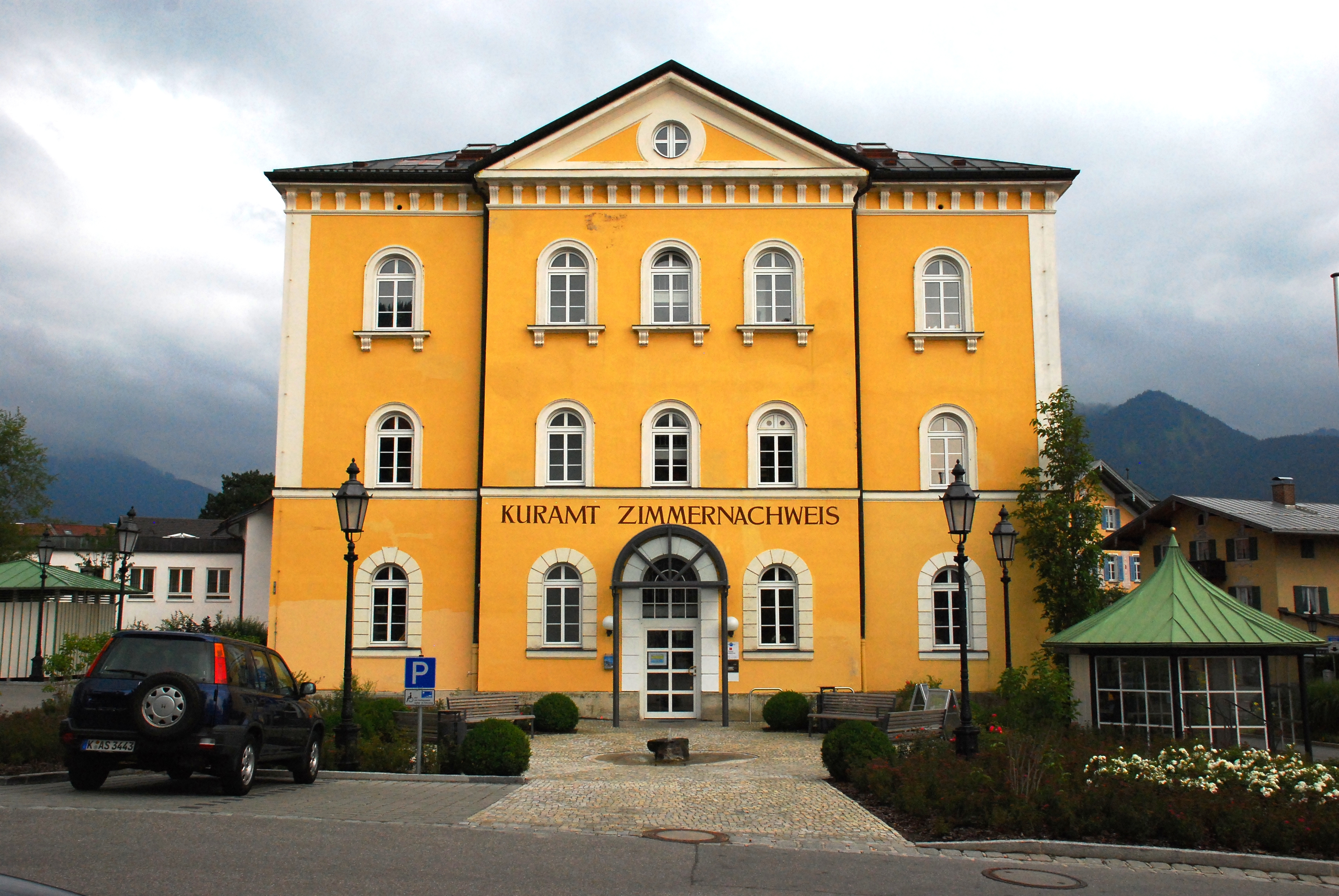
Ehemaliges Landgericht, dann Amtsgericht und jetzt Kuramt der Stadt Tegernsee

Das Amtsgericht Tegernsee war ein von 1879 bis 1973 bestehendes bayerisches Gericht der ordentlichen Gerichtsbarkeit mit Sitz in der Stadt Tegernsee.

## Geschichte
Anlässlich der Einführung des Gerichtsverfassungsgesetzes am 1. Oktober 1879 kam es zur Errichtung eines Amtsgerichts zu Tegernsee, dessen Sprengel aus dem Bezirk des aufgehobenen Landgerichts Tegernsee mit den Gemeinden Dürnbach, Kreuth, Ostin (dem späteren Gmund am Tegernsee), Rottach(-Egern), Tegernsee, Waakirchen und Wiessee gebildet wurde. Übergeordnete Instanzen waren das Landgericht München II und das Oberlandesgericht München.
Nach der kriegsbedingten Herabstufung des Amtsgerichts Tegernsee zur Zweigstelle des Amtsgerichts Miesbach und der Bestätigung dieser Maßnahme in den Jahren 1956 und 1959, erfolgte am 1. Juli 1973 die Aufhebung dieses Zweigstellengerichts.

## Gebäude
Das Gericht befand sich an der Hauptstraße 2 in einem dreigeschossigen klassizistischen Walmdachbau mit übergiebeltem Mittelrisalit und Rundbogenfenstern, welcher 1834 bis 1837 nach Plänen von Joseph Daniel Ohlmüller erbaut und im Jahr 1901 um das zweite Obergeschoss erweitert wurde. Das bis 1879 als Landgericht und seit der Schließung des Amtsgerichts als Kuramt der Stadt genutzte Gebäude steht unter Denkmalschutz.